# Угрюмиха
Угрюмиха — деревня в Собинском районе Владимирской области России, входит в состав Березниковского сельского поселения.

## География
Деревня расположена в 5 км на северо-запад от центра поселения села Березники и в 13 км на юг от райцентра Собинки.

## История
В конце XIX — начале XX века деревня входила в состав Березниковской волости Судогодского уезда, с 1926 года — в составе Собинской волости Владимирского уезда. В 1859 году в деревне числилось 10 дворов, в 1905 году — 21 дворов, в 1926 году — 14 хозяйств.
С 1929 года деревня входила в состав Березниковского сельсовета Собинского района, с 2005 года входит в состав Березниковского сельского поселения.
В 1965 году Угрюмиха переименовывалась в деревню Луговая, однако новое название не закрепилось. 

## Население
| 1859 | 1905 | 1926 |
| ---- | ---- | ---- |
| 107  | 135  | 60   |

| 1859 | 1905 | 1926 | 2002 | 2010 | 2021 |
| ---- | ---- | ---- | ---- | ---- | ---- |
| 107  | ↗135 | ↘60  | ↘15  | ↗18  | ↘9   |

## Упоминания
В 2025 году вышел цикл книг в жанре бояръ-аниме и попаданцев "Император Пограничья", где эта деревня упоминается как основное место действия главного героя.